# Gouvernement Camille Chautemps (1)
Troisième République
Gouvernement André Tardieu I Gouvernement André Tardieu II
Le premier gouvernement Camille Chautemps  est un gouvernement français de la Troisième République qui a duré du  21 février 1930 au 25 février 1930.

## Composition
| Portefeuille                                                                   | Titulaire | Titulaire              | Parti |
| ------------------------------------------------------------------------------ | --------- | ---------------------- | ----- |
| Président du Conseil                                                           |           | Camille Chautemps      | PRRRS |
| Ministres                                                                      |           |                        |       |
| Ministre de la Justice                                                         |           | Théodore Steeg         | PRRRS |
| Ministre des Affaires étrangères                                               |           | Aristide Briand        | PRS   |
| Ministre de l'Intérieur                                                        |           | Camille Chautemps      | PRRRS |
| Ministre des Finances                                                          |           | Charles Dumont         | AD    |
| Ministre du Budget                                                             |           | Maurice Palmade        | PRRRS |
| Ministre de la Guerre                                                          |           | René Besnard           | PRRRS |
| Ministre de la Marine                                                          |           | Albert Sarraut         | PRRRS |
| Ministre de l'Instruction publique et des Beaux-Arts                           |           | Jean Durand            | PRRRS |
| Ministre des Travaux publics                                                   |           | Édouard Daladier       | PRRRS |
| Ministre du Commerce et de l'Industrie                                         |           | Georges Bonnet         | PRRRS |
| Ministre de l'Agriculture                                                      |           | Henri Queuille         | PRRRS |
| Ministre des Colonies                                                          |           | Lucien Lamoureux       | PRRRS |
| Ministre du Travail, de l'Hygiène, de l'Assistance et des Prévoyances Sociales |           | Louis Loucheur         | RI    |
| Ministre des Pensions                                                          |           | Claudius Gallet        | PRRRS |
| Ministre de l'Air                                                              |           | Laurent Eynac          | RI    |
| Ministre des Postes, Télégraphes et des Téléphones                             |           | Julien Durand          | PRRRS |
| Ministre de la Marine marchande                                                |           | Charles Daniélou       | RI    |
| Sous-secrétaires d’État                                                        |           |                        |       |
| Sous-secrétaire d’État à la Présidence du Conseil                              |           | Adrien Berthod         | PRRRS |
| Sous-secrétaire d’État à l'Intérieur                                           |           | Paul Marchandeau       | PRRRS |
| Sous-secrétaire d’État à la Guerre                                             |           | Charles Lambert        | PRRRS |
| Sous-secrétaire d’État à la Marine                                             |           | Robert Bellanger       | PRRRS |
| Sous-secrétaire d’État à l'Éducation physique                                  |           | Henry Paté             | RI    |
| Sous-secrétaire d’État à l'Enseignement technique                              |           | César Chabrun          | PSF   |
| Sous-secrétaire d’État aux Beaux-Arts                                          |           | Léo Bouyssou           | PRRRS |
| Sous-secrétaire d’État aux Travaux publics                                     |           | Étienne Charlot        | PRS   |
| Sous-secrétaire d’État à l'Agriculture                                         |           | Louis de Chappedelaine | RI    |
| Sous-secrétaire d’État aux Colonies                                            |           | Léon Archimbaud        | PRRRS |
| Sous-secrétaire d’État à l'Hygiène                                             |           | Marius Roustan         | RI    |

## Politique menée
Camille Chautemps souhaite un gouvernement de « concentration républicaine ».  A cette fin, à la suite de la chute du cabinet Tardieu qu'il a provoqué, le Président Doumergue fait appel à lui en qualité de dirigeant du groupe le plus nombreux de l'opposition.
Le refus de Tardieu empêchant la réalisation de la « concentration républicaine », le ministère qu'il présente le 21 février, orienté à gauche, n'obtient pas la confiance de la Chambre.

## Fin du gouvernement et passation des pouvoirs
Le ministère que présente Camille Chautemps le 21 février, n'obtient pas la confiance de la Chambre.
Le 2 mars, Gaston Doumergue nomme à nouveau André Tardieu à la présidence du Conseil des ministres.